# جاكوب كريبز
جاكوب كريبز هو سياسي أمريكي، ولد في 13 مارس 1782 في Orwigsburg, Pennsylvania ‏ في الولايات المتحدة، وتوفي في 26 سبتمبر 1847. نشط حزبياً في الحزب الديمقراطي. وقد انتخب عضو مجلس ولاية بنسيلفانيا ‏ وانتخب عضو مجلس النواب الأمريكي ‏.